# Heroltice
Heroltice (in tedesco Heroltitz) è un comune della Repubblica Ceca facente parte del distretto di Brno-venkov, in Moravia Meridionale.